# Lycée classique d'Echternach

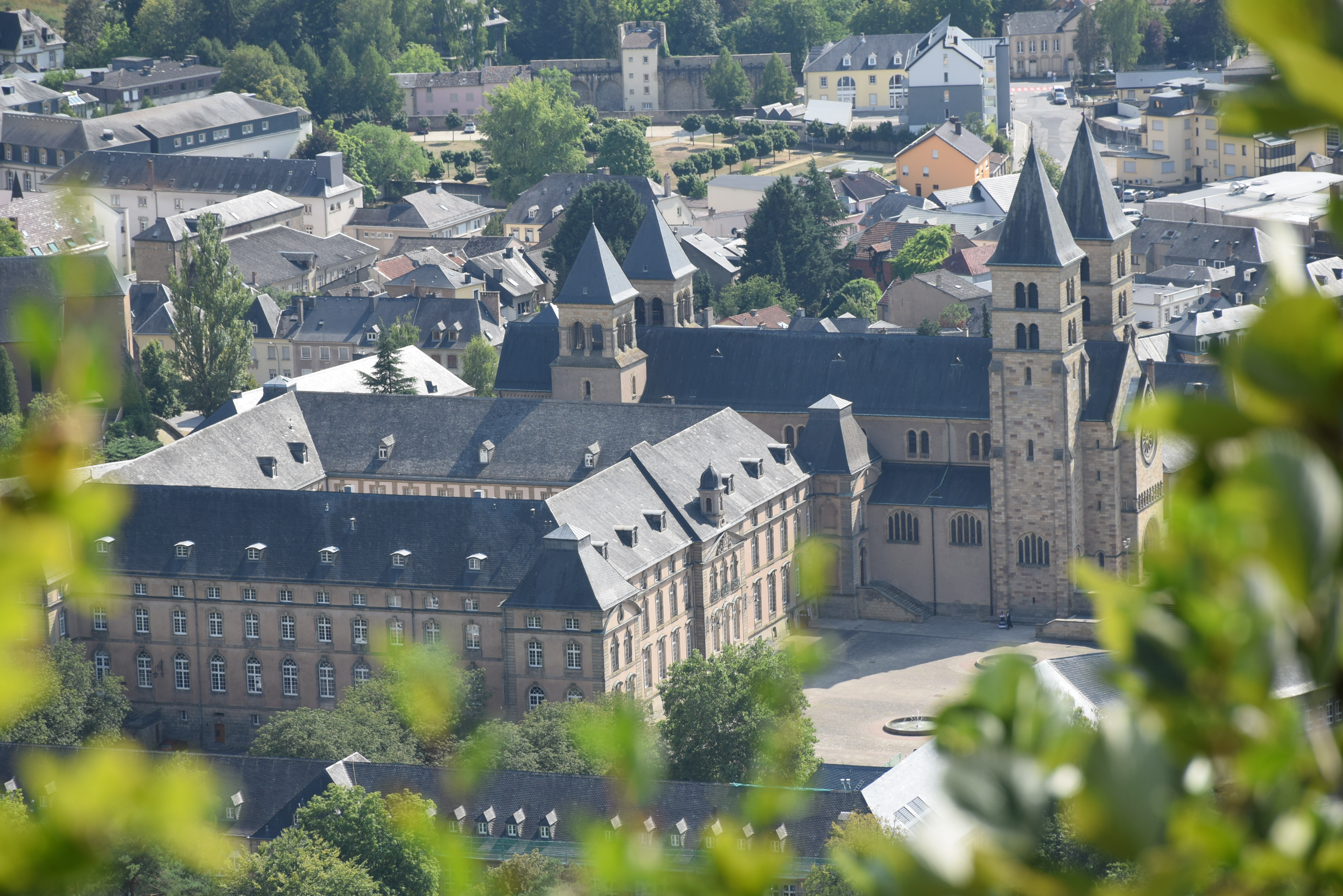
Zicht op het schoolgebouw en de naastgelegen Sint-Willibrordusbasiliek.

Het Lycée classique d'Echternach, afgekort LCE, is een Luxemburgse school voor secundair onderwijs in Echternach.

## Geschiedenis
De school is ondergebracht in de abdij van Echternach, al in de 7e eeuw had Willibrord hier een opleiding gesticht. Het lyceum werd in 1841 opgericht als Progymnase d'Echternach en kreeg in 1848 de naam École moyenne et industrielle d'Echternach. Bij een onderwijshervorming in 1869 werd het Progymnasium hersteld, de naam werd in 1900 veranderd in Gymnase d'Echternach. Na de Tweede Wereldoorlog werd de naam van de gymnasia in Diekirch, Echternach en Luxemburg-Stad veranderd, zodat deze beter zou aansluiten bij het karakter van de instellingen, zij heten sindsdien Lycée classique de Diekirch, Lycée classique d'Echternach en Athénée de Luxembourg. Oorspronkelijk was de school alleen toegankelijk voor jongens, sinds 1969 worden ook meisjes toegelaten.

## Oud-docenten en -leerlingen
Docenten
- Hubert Berg
- Alexandre de Colnet d'Huart
- Mathias Reckinger
- Paul Spang
- Auguste Wirion

Leerlingen
- Joseph Bech
- Joseph Brincour
- Ingrid de Caluwé
- Camille Frieden
- Georges Hausemer
- Michel Hülsemann
- Alphonse Nickels
- Marcel Reuland
- Alfred Steinmetzer
- Ernest Wurth